# Новоульяновск
Новоулья́новск — город (с 1967 года) в России, в Ульяновской области. Является городом областного значения, образует одноимённое муниципальное образование город Новоульяновск со статусом городского округа.
Численность населения — 13 673 человек (2021).

## География
Город расположен на правом берегу Волги, в 20 км от Ульяновска.

## История
28 мая 1953 года принято Постановление Правительства о строительстве цементного завода в районе села Кремёнки, которое было объявлено комсомольской стройкой. Первыми строителями, приехавшими с семьями, приходилось жить на частных квартирах в селе Кременки, молодежь разместилась в палатках, на брандвахте, в землянках. Однако тяжелые условия не отпугнули людей. Постепенно складывался коллектив строителей. В то же время основным контингентом, трудившимся на строительстве завода, были заключенные из расположенной рядом колонии строгого режима, одной из крупнейших в СССР (учреждение ЮИ-78).
Строительство цементного завода, начатое в 1956 году, положило с 1957 года начало строительство города. Новоульяновск родился как город-спутник Ульяновска в 1957 году на берегу реки Волги к югу от областного центра.
В апреле 1956 года начато строительство дороги, ведущей от стройки до автомагистрали Ульяновск-Сызрань, начата укладка железнодорожной ветки, объединяющий разъезд «Белый Ключ» и стройплощадку под цементный завод. Первые два восьмиквартирных дома были построены в июне 1956 года.
В апреле 1959 года началось сооружение производственных объектов цементного завода.
16 июля 1960 года был введен в строй Новоульяновский завод ЖБИ.
В 1960 году была построена первая общеобразовательная школа.
21 июня 1961 года решением Ульяновского облисполкома Совета депутатов трудящихся посёлок при Ульяновском цементном заводе Ульяновского района был образован рабочий посёлок Новоульяновск.
В 1962 году при Новоульяновском цементном заводе открылся филиал Ульяновского строительного техникума.
Указом ПВС РСФСР № 741 / 84 от 1 февраля 1963 года р. п. Новоульяновск вошёл в состав Сенгилеевского (промышленного) района. Но Указом ПВС РСФСР от 12 января 1965 года это решение было отменено.
В 1965 году был пущен завод по производству мягких кровельных материалов, а в 1968 году была пущена первая линия по производству шифера.
20 мая 1965 года в г. Новоульяновске был открыт первый книжный магазин, в этом же году открыта музыкальная школа (ныне Детская школа искусств).
22 августа 1965 начал работать стадион «Цементник».
11 мая 1967 года Указом Президиума Верховного Совета РСФСР рабочий посёлок Новоульяновск был преобразован в город Новоульяновск Ульяновского района, районного подчинения.
На 1 января 1973 года в Новоульяновске проживало 12200 человек.
13 июля 1973 года Ульяновский обком КПСС ставил вопрос перед ЦК КПСС о присоединении г. Новоульяновска к областному центру и образовать в г. Ульяновске Новоульяновский район.
Решением Ульяновского областного исполнительного комитета от 27 декабря 1980 года в состав города Новоульяновска вошло село Кремёнки Ульяновского района.
30 сентября 2003 года принят Закон Ульяновской области 050-ЗО «Об образовании муниципального образования „Город Новоульяновск“», путём выделения из Ульяновского района.
11 января 2004 года проведены выборы представительного органа местного самоуправления города Новоульяновска, избраны 10 депутатов.
13 июля 2004 года принят Закон Ульяновской области 043/ЗО «О муниципальных образованиях Ульяновской области», который наделил МО «Город Новоульяновск» статусом городского округа с административным центром город Новоульяновск. В границы муниципального образования «Город Новоульяновск» вошли: село Криуши, село Липки, село Панская Слобода, поселок Яблоневый, поселок Меловой.
Согласно Закону Ульяновской области от 25.08.2008 г. N 141-ЗО, на территории МО «Город Новоульяновск» предусматривается создание промышленной зоны. Вновь организуемой зоны предполагалось присвоить наименование «Промышленная зона Новоульяновск».

## Экономика
Новоульяновск — центр промышленности строительных материалов. В окрестностях города находятся значительные запасы сырья для производства цемента, в лучшие годы здесь работали: цементный завод группы Евроцемент, заводы асбоцементных изделий и железобетонных конструкций, мягкой кровли. Сейчас же почти все они остановлены, часть вовсе ликвидирована, а часть находятся в стадии разрухи.
Промышленность города сегодня представлена следующими предприятиями: ЗАО «Технокром», а также кондитерское производство ООО «Глобус». В селе Криуши находится ОАО «Криушинский судостроительно-судоремонтный завод», входящий в Объединённую судостроительную корпорацию.

## Население
| 1959    | 1970    | 1979    | 1989    | 1996    | 1998    | 2000    | 2001    | 2002    |
| ------- | ------- | ------- | ------- | ------- | ------- | ------- | ------- | ------- |
| 1800    | ↗11 312 | ↗15 095 | ↗16 757 | ↗17 900 | ↗18 000 | ↘17 800 | ↘17 600 | ↘17 595 |
| 2005    | 2006    | 2007    | 2008    | 2009    | 2010    | 2011    | 2012    | 2013    |
| ↘17 100 | ↘16 900 | ↘16 700 | ↘16 500 | ↘16 364 | ↘16 033 | ↘16 008 | ↘15 688 | ↘15 355 |
| 2014    | 2015    | 2016    | 2017    | 2018    | 2019    | 2020    | 2021    |         |
| ↘15 104 | ↘14 795 | ↘14 555 | ↘14 164 | ↘13 990 | ↘13 903 | ↘13 778 | ↘13 673 |         |

На 1 января 2025 года по численности населения город находился на 824-м месте из 1124 городов Российской Федерации.
85 % населения города — русские.

## Административно-территориальное деление
Населённые пункты вошедшие в черту г. Новоульяновск:
- Кремёнки
- посёлок Берёзовая роща (осн. в 2009 г.)[27]
- посёлок Северный (осн. в 1959 г.)[28][29]
- коттеджный посёлок Солнечный
- коттеджный посёлок Зелёный
- посёлок Яблоневый
- СНТ «Парус»[30]

## Инфраструктура
В городе имеется: две средние школы, городская и детская библиотеки, УСК ОПО (ранее: профессиональное училище № 8), Дом культуры, кинотеатр, больница , культурно-бытовые учреждения, Новоульяновский филиал Ульяновского строительного колледжа.

## Транспорт
Работает единственный маршрут городского маршрутного такси № 106 Новоульяновск — Липки. Ходит пригородный автобус № 103 «Ульяновск — Новоульяновск». Железнодорожное сообщение отсутствует

## Названные в честь города
- Сухогруз «Новоульяновск» у Северного речного вокзала, Химкинское водохранилище.Новоульяновская улица — улица в Кузоватове
- Новоульяновский — посёлок в Георгиевском районе Ставропольского края
- Новоульяновское — село в Новосибирской области
- «Новоульяновск» — сухогруз.

## Известные люди
- Хохлачёв Борис Александрович — Герой Социалистического Труда, директор Новоульяновского цемзавода[33].
- Чернышёв Михаил Васильевич — советский художник-живописец, монументалист, член Санкт-Петербургского Союза художников.
- Курин Алексей Васильевич — Герой Советского Союза (1945).
- Волкова Елена Анатольевна — советская и российская волейболистка, российский волейбольный тренер, игрок сборной СССР (1984—1986). Чемпионка Европы 1985. Мастер спорта международного класса (1985).
- Бродовиков Геннадий Матвеевич — полный кавалер ордена Славы.
- Волчков Николай Яковлевич — полный кавалер ордена Славы, жил в городе.
- Фабрикант Лев Борисович — советский строитель, жил и работал в городе.

## Достопримечательности
- ХМК РФ, 2007 г. 50 лет. г. Новоульяновск. Администрация города.Родник, святой источник великомученицы Параскевы Пятницы город Новоульяновск[34].
- Мемориальный комплекс «Скорбящая мать» (1985)[35].
- Музей «Люди легенд» Новоульяновской СШ № 1 об Ульяновской объединённой школе пилотов и авиатехников, создателем и руководителем которого является Елизавета Романовна Морозова[36].
- В 2007 году Министерство связи России выпустило ХМК — 50 лет. г. Новоульяновск. Администрация города[37].